# Christ unser Herr zum Jordan kam, BWV 7
Christ unser Herr zum Jordan kam (Cristo, nosso Senhor veio ao Jordão), BWV 7, é um cantata de Johann Sebastian Bach.
foi escrita em Leipzig para a festa de São João Batista, e teve sua primeira apresentação em 24 de junho de 1724. É baseado em um coral com o mesmo nome de Martinho Lutero.
A peça é escrita para dois oboés d'amore, violinos, viola e baixo contínuo, solistas vocais e coro. É em sete movimentos, em Mi menor salvo indicação em contrário:
1. Refrão: "Christ unser Herr zum Jordan kam" - um coral para apresentação da melodia. Para soprano alto, baixo e vozes em contraponto livre, enquanto as vozes de tenor do coral cantam sem adornos em notas longas.
2. Aria: "Merkt und hört, ihr Menschenkinder" (Ouvi, filhos da humanidade ") - para baixo e contínuo (Sol maior).
3. Recitativo: "Dies hat Gott mit Worten klar" ("Este Deus é claro com as palavras") - para tenor e baixo contínuo (Ré menor).
4. Aria: "Des Vaters Stimme ließ sich hören" ("A voz do Pai pode ser ouvida") - para tenor, dois violinos e baixo contínuo solo (Lá menor).
5. Recitativo: "Als Jesus dort nach seinen Leiden" ("Como Jesus lá, depois de sua Paixão") - para baixo, cordas e contínuo (Si menor).
6. Aria: "Menschen, glaubt doch dieser Gnade" ("Pessoas, acredito que nesta graça") - para o alto, oboés d'amore, cordas e contínuo.
7. Coral: "Das Aug allein das Wasser sieht" ("O olho vê somente a água") - o último verso do coral, cantada e tocada por todo o conjunto.

## Gravação
- Amsterdam Baroque Orchestra & Choir, dir. Ton Koopman, Solistas: Sibylla Rubens, Annette Markert, Christoph Prégardien, Klaus Mertens - J.S. Bach: Complete Cantatas Vol. 11, Antoine Marchand